# ExpressVPN
 O ExpressVPN é um serviço de rede privada virtual oferecido pela empresa registrada Express VPN International Ltd., Ilhas Virgens Britânicas. O software é comercializado como uma ferramenta de privacidade e segurança que criptografa o tráfego da web dos usuários e mascara seus endereços IP.
Em 2018, a TechRadar e a Comparitech nomearam o serviço como "Escolha do Editor".

## Recursos
O ExpressVPN lançou aplicativos para Windows, macOS, iOS, Android, Linux e roteadores. Os aplicativos usam uma AC de 4096 bits, criptografia AES-256-CBC e TLSv1.2 para proteger o tráfego do usuário. Os protocolos VPN disponíveis incluem OpenVPN (com TCP/UDP), SSTP, L2TP/IPSec e PPTP.

### Servidores
Desde março de 2019, o ExpressVPN executa mais de 3.000 servidores remotos em 160 locais e 94 países, com o maior número de servidores localizados no Brasil, Canadá, Estados Unidos, França, Alemanha, Itália, Holanda, Espanha, Suécia, Suíça, Reino Unido, Austrália, Hong Kong, Índia, Japão, Cingapura, Coreia do Sul e Taiwan.

## Censura
Em julho de 2017, a ExpressVPN anunciou abertamente por uma carta que a Apple havia removido todos os aplicativos VPN de sua App Store na China, uma revelação que mais tarde foi noticiada pelo The New York Times e outros meios de comunicação. Em resposta a perguntas dos senadores dos EUA, a Apple declarou que removeu 674 aplicativos VPN da App Store na China em 2017, a pedido do governo chinês.

## Assassinato de Andrei Karlov
Em dezembro de 2017, a ExpressVPN foi destaque em relação à investigação do assassinato do embaixador russo na Turquia, Andrei Karlov. Os investigadores turcos apreenderam um servidor ExpressVPN que, segundo eles, foi usado para excluir informações relevantes das contas do Gmail e do Facebook do assassino. As autoridades turcas não conseguiram encontrar nenhum registro para ajudar na investigação, o que a empresa afirmou ter verificado sua alegação de que não armazenava atividade do usuário ou registros de conexão, acrescentando:

"Embora seja lamentável que ferramentas de segurança como VPNs possam ser utilizadas abusivamente para fins ilícitos, elas são essenciais para nossa segurança e a preservação de nosso direito à privacidade on-line. O ExpressVPN se opõe fundamentalmente a qualquer esforço para instalar 'backdoors' ou tentativas dos governos de prejudicar essas tecnologias".

## Recepção
O TorrentFreak entrevistou o ExpressVPN em sua comparação anual de provedores de VPN desde 2015.
Em 14 de janeiro de 2016, o ExpressVPN foi criticado pelo ex-engenheiro de segurança da informação do Google Marc Bevand por usar criptografia fraca. Bevand descobriu que apenas uma chave RSA de 1024 bits era usada para criptografar as conexões do serviço depois de usá-la para testar a força do Grande Firewall da China. Bevand descreveu o ExpressVPN como "um dos três principais provedores comerciais de VPN na China" e afirmou que o governo chinês seria capaz de fatorar as chaves RSA para potencialmente espionar os usuários. Em 25 de janeiro, a ExpressVPN anunciou que em breve lançaria um certificado de AC atualizado. Em 15 de fevereiro, Bevand escreveu em uma atualização que o ExpressVPN havia relatado a ele que agora haviam mudado para chaves RSA de 4096 bits.
Em uma resenha feita pelo editor da PCMag UK, Max Eddy, em maio de 2017, o serviço obteve 4 de 5 pontos, sendo que, embora o serviço não fosse o mais rápido, "certamente protege seus dados de ladrões e espiões". Em outubro de 2017, o TechRadar deu ao serviço 4,5 de 5 estrelas, chamando-o de "um serviço premium bem trabalhado, uma ampla variedade de locais e desempenho confiável". A PC World classificou o serviço em 3,5 de 5 em sua revisão de setembro de 2017, elogiando-o por seu software fácil de usar enquanto critica "o segredo por trás de quem administra a empresa". O serviço recebeu 4,5 de 5 estrelas do VPNSelector em sua resenha de julho de 2019, colocando-o em primeiro lugar entre os provedores de VPN.
Em dezembro de 2017, a ExpressVPN anunciou um projeto "Privacy Research Lab", incluindo ferramentas de teste de vazamento de código aberto lançadas no GitHub. As ferramentas permitem que os usuários determinem se seu provedor de VPN está vazando tráfego de rede, DNS ou endereços IP verdadeiros enquanto estiver conectado à VPN, como ao alternar de uma conexão de Internet sem fio para uma com fio. A Comparitech testou as ferramentas com 11 serviços VPN populares e encontrou vazamentos em todos os provedores de VPN, com exceção do ExpressVPN. No entanto, eles esclareceram: “Para ser justo, o ExpressVPN construiu as ferramentas de teste e as aplicou em seu próprio aplicativo VPN antes da publicação deste artigo; portanto, ele já corrigiu os vazamentos detectados inicialmente".